# Lobelioideae
Lobelioideae Burnett, 1835 è una sottofamiglia di piante angiosperme eudicotiledoni della famiglia delle Campanulaceae.

## Etimologia
Il nome della famiglia deriva dal suo genere più importante (Lobelia) il cui nome è stato dato in ricordo di Matthias de l'Obel (1538-1616), pioniere fiammingo rinascimentale di botanica ed erborista all'epoca di Giacomo I d'Inghilterra, autore di "Plantarum seu stirpium historia".
Il nome scientifico di questo gruppo botanico è stato definito per la prima volta dal botanico britannico Gilbert Thomas Burnett (15 aprile 1800 – 27 luglio 1835) nella pubblicazione "Outlines of Botany - 942, 1094, 1110. Jun 1835" del 1835.

## Descrizione
Le specie di questa famiglia sono delle erbe a ciclo biologico perenne (meno spesso sono annuali o bienni). Alcune specie sono delle liane legnose (talvolta spinose), altre sono di tipo arbustivo, e altre ancora sono alberi alti 15 metri. La maggioranza sono di tipo terrestre, poche sono acquatiche o epifite. Quasi tutte contengono delle sostanze lattice (linfa lattiginosa) e altre sostanze quali piridine più alcaloidi, acido cumarico e acido caffeico.
Le foglie possono essere sia basali che cauline. Quelle basali in genere formano delle rosette, mentre quelle cauline sono disposte in modo opposto (alternate nella parte alta). Le foglie sono sia picciolate che sessili e in genere sono a lamina intera.
Le infiorescenze comunemente sono di tipo racemoso o formate da fiori solitari in posizione ascellare (raramente sono in posizione terminale).
I fiori sono formati da 4 verticilli: calice – corolla – androceo – gineceo (in questo caso il perianzio è ben distinto tra calice e corolla) e pentameri (ogni verticillo ha 5 elementi). I fiori sono gamopetali, ermafroditi e mono-simmetrici. I fiori sono resupinati per torsione del pedicello o dell'ipanzio.
- Formula fiorale: per queste piante viene indicata la seguente formula fiorale:

K (5), C (5), A (5), G (2-5), infero, capsula
- Calice: il calice è un tubo con un numero dispari di sepali.
- Corolla: la corolla ha una forma bilaterale simmetrica con 2 lobi dorsali e 3 lobi ventrali (oppure tutti e cinque lobi sono ventrali); a volte la corolla ha la forma di un tubo, in questo caso si apre lungo la parte superiore; il colore della corolla è bianco, rosso, blu o giallo.
- Androceo: gli stami sono 5 epigini  (2 opposti a 3); le antere sono connate (con filamenti connati almeno all'apice) e formano un tubo obliquo. Gli stami si congiungono nel tubo corollino. Il polline ha una forma da sferoide ed è tricolpato e reticolato-striato.
- Gineceo: l'ovario è infero (raramente è supero), bicarpellare con 2 loculi con placentazione assile. Raramente l'ovario è uniloculare con placentazione parietale. Lo stilo è cilindrico mentre lo stigma è bilobo. Lo stilo possiede dei peli (a spazzola) per raccogliere il polline ed è sporgente al di fiori del tubo delle antere.

I frutti sono generalmente delle capsule ovate (erette o pendule) contenenti numerosi semi. Le logge sono in numero corrispondente all'ovario e sono deiscenti per 2 valvole apicali (capsula loculicida) o una bacca con deiscenza laterale. I semi hanno una forma subglobosa, a ellissoide o cilindrica con superficie liscia o variamente striata o punteggiata.

## Riproduzione
- Impollinazione: l'impollinazione avviene tramite insetti (impollinazione entomogama con api e farfalle anche notturne). In queste piante è presente un particolare meccanismo a "pistone": le antere formano un tubo nel quale viene rilasciato il polline raccolto successivamente dai peli dallo stilo che nel frattempo si accresce e porta il polline verso l'esterno.[7]
- Riproduzione: la fecondazione avviene fondamentalmente tramite l'impollinazione dei fiori (vedi sopra).
- Dispersione: i semi cadendo a terra (dopo essere stati trasportati per alcuni metri dal vento, essendo molto minuti e leggeri – disseminazione anemocora) sono successivamente dispersi soprattutto da insetti tipo formiche (disseminazione mirmecoria).

## Distribuzione e habitat
Molte specie si trovano in zone tropicali, ma nel complesso questa sottofamiglia si trova in quasi tutto il mondo, mancando solo nelle regioni artiche, nell'Asia centrale e nel vicino Oriente. In particolare due terzi delle specie sono endemiche del Nuovo Mondo (quasi metà del gruppo è distribuita nel Sudamerica e il restante 17% nel Nord America), il 14% in Africa, il 12% in Polinesia, il 5% nell'areale australiano, il 3% in Asia e solamente l'1% in Europa.

## Tassonomia
La famiglia di appartenenza (Campanulaceae) è relativamente numerosa con 89 generi per oltre 2000 specie (sul territorio italiano si contano una dozzina di generi per un totale di circa 100 specie); comprende erbacee ma anche arbusti e alberi, distribuiti in tutto il mondo, ma soprattutto nelle zone temperate. La sottofamiglia Lobelioideae è una delle cinque sottofamiglie nella quale è stata suddivisa la famiglia Campanulaceae.
Il numero cromosomico delle specie di questo gruppo varia da 2n = 22 a 2n = 280.

### Filogenesi
Secondo le varie stime le Lobelioideae hanno incominciato a diversificarsi intorno ai 60 - 50 milioni di anni fa e probabilmente hanno avuto origine in Africa per poi disperdersi nel resto del mondo. In particolare il gruppo di specie distribuite nelle isole Hawaii (generi Brighamia, Clermontia, Cyanea, Delissea e Trematolobelia con circa 130 specie) sembrano essersi evolute da un unico antenato legnoso circa 13 milioni di anni fa (questa età più vecchia delle isole più antiche può essere spiegata con un probabile affondamento di isole precedenti a quelle attuali).
I principali caratteri di questo gruppo sono:
- i fiori resupinati:
- le corolle zigomorfe;
- le antere connate.

Storicamente la tassonomia della sottofamiglia è quella di Wimmer (1953, 1968) e comprende 2 tribù e 11 sottotribù ed è basata su alcuni caratteri come la riproduzione, la morfologia dei fiori, la giustapposizione delle ovaie, il tipo di frutto, il numero e il modo di deiscenza delle capsule:
| Tribù                           | Sottotribù                                                                                              | Sezione      | Generi | Caratteri principali                                                                                          |
| ------------------------------- | --- | ------------ | --- | --- |
| Delisseeae (frutti indeiscenti) | Cyaneinae                                                                                               |              | Delissea, Cyanea (compreso Rollandia), Clermontia                                                                                                  | Specie endemiche delle isole Hawaii                                                                           |
| Delisseeae (frutti indeiscenti) | Burmeisterinae                                                                                          |              | Hypsela (sinonimo di Lobelia), Pratia (sinonimo di Lobelia), Burmeistera, Centropogon, Cyrtandroidea (sinonimo di Cyrtandra famiglia Gesneriaceae) | Specie non endemiche delle isole Hawaii                                                                       |
| Lobelieae (frutti deiscenti)    | Siphocampylinae (Il gineceo è biloculare con ovario infero)                                             | Eusiphon     | Siphocampylus, Diastatea, Laurentia (sinonimo di Lobelia)                                                                                          | Tubo della corolla intero                                                                                     |
| Lobelieae (frutti deiscenti)    | Siphocampylinae (Il gineceo è biloculare con ovario infero)                                             | Schizosiphon | Lobelia, Grammatotheca, Monopsis,Heterotoma | Il tubo della corolla è fessurato dorsalmente                                                                 |
| Lobelieae (frutti deiscenti)    | Siphocampylinae (Il gineceo è biloculare con ovario infero)                                             | Cherosiphon  | Dialypetalum | Il tubo della corolla è poco evidente                                                                         |
| Lobelieae (frutti deiscenti)    | Phyllocharinae                                                                                          |              | Phyllocharis (sinonimo di Ruthiella | Il ginenceo è uniloculare con ovario non infero                                                               |
| Lobelieae (frutti deiscenti)    | Legenerinae                                                                                             |              | Legenere | Il ginenceo è uniloculare; la deiscenza della capsula è apicale                                               |
| Lobelieae (frutti deiscenti)    | Unigeninae                                                                                              |              | Unigenes | Il ginenceo è uniloculare; la deiscenza della capsula è dalla base all'apice; il frutto contiene un solo seme |
| Lobelieae (frutti deiscenti)    | Apetahiinae                                                                                             |              | Apetahia | Il ginenceo è uniloculare; la deiscenza della capsula è dalla base all'apice; il frutto contiene diversi semi |
| Lobelieae (frutti deiscenti)    | Brighamiinae                                                                                            |              | Brighamia | I frutti sono membranosi o cartacei con deiscenza longitudinale; i rami sono spinosi e privi di foglie        |
| Lobelieae (frutti deiscenti)    | Howelliinae (i frutti sono membranosi o cartacei con deiscenza longitudinale; i rami possiedono foglie) | Calanthes    | Howellia, Downingia | I fiori sono solitari                                                                                         |
| Lobelieae (frutti deiscenti)    | Howelliinae (i frutti sono membranosi o cartacei con deiscenza longitudinale; i rami possiedono foglie) | Phoebigena   | Dielsantha | I fiori sono raggruppati                                                                                      |
| Lobelieae (frutti deiscenti)    | Lysipomiinae                                                                                            |              | Lysipomia (compreso Dominella) | I frutti sono membranosi o cartacei con una copertura apicale                                                 |
| Lobelieae (frutti deiscenti)    | Sclerothecinae                                                                                          |              | Sclerotheca, Trematolobelia | I frutti sono membranosi o cartacei con delle pareti spesse                                                   |

Alla precedente tabella mancano i seguenti generi (descritti nella sottofamiglia dopo il 1968): Hippobroma , Isotoma, Palmerella, Solenopsis e Wimmerella.

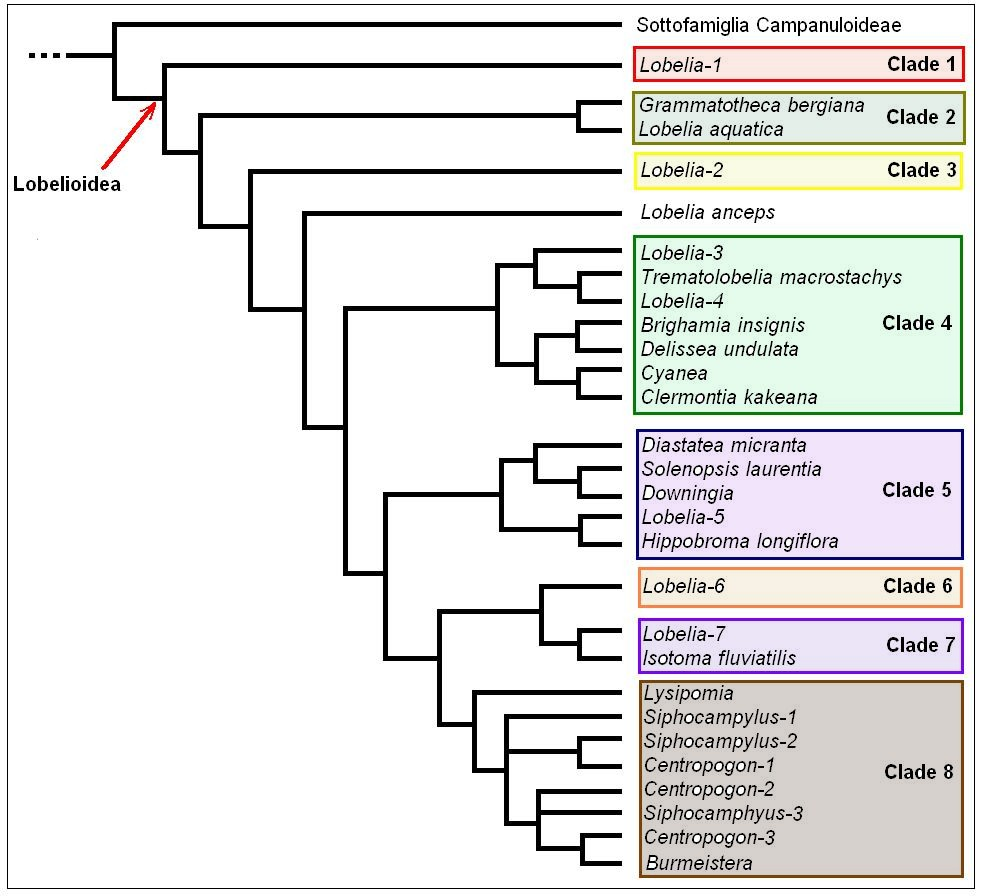
Cladogramma della sottofamiglia

Studi recenti basati principalmente sulle analisi filogenetiche del DNA, hanno messo in discussione la tassonomia descritta sopra anche a causa della forte parafiletici del genere Lobelia. Sono state trovate forti affinità tra il genere andino Lysipomia e un gruppo di arbusti neotropicali dei generi Burmeistera, Centropogon e Siphocampylus. Un forte sostegno filogenetico hanno trovato le "lobelie" giganti delle Hawaii con quelle del Brasile, dell'Africa e dell'isola Sri Lanka.
In particolare sono stati rilevati otto cladi principali qui sotto descritti:
- clade 1: è il clade basale (“gruppo fratello” del resto della sottofamiglia) formato da tre specie di Lobelia (Lobelia-1: Lobelia physaloides, Lobelia coronopifolia e Lobelia tomentosa). Il carattere principale di questo clade è la presenza di un pedicello fiorale; questo carattere comunque potrebbe essere più plesiomorfico (un carattere ancestrale comune ad altri gruppi) piuttosto che sinapomorfico (un novo carattere condiviso dal gruppo).
- clade 2: questo clade è composto dalla specie Grammatotheca bergiana (genere monotipo) e dalla specie Lobelia aquatica. La prima ha una distribuzione Antille-America del Sud la seconda ha una distribuzione disgiunta Sudafrica - Australia. Le due specie sono accomunate (oltre che dai dati molecolari) anche dal portamento (esili erbe annuali) e dai lobi dorsali della corolla che sono più piccoli da quelli ventrali. Anche questi sembrano essere dei caratteri plesiomorfici.
- clade 3: due sono le specie che comprendono questo clade: Lobelia graniticola e Lobelia erinus (= Lobelia-2). Questo è un clade fortemente sostenuto.
- clade 4: diversi generi compongono il quarto clade: Lobelia-3, Lobelia-4, Trematolobelia, Brighamia, Delissea, Cyanea e Clermontia. A parte Lobleia, gli altri generi sono endemici delle isole Hawaii. All'interno del clade il genere Cyanea è probabilmente parafiletico. Le specie di questo gruppo sono alberi (anche di tipo pachicaule) alti fino a 15 metri o erbe giganti con diversi gradi di lignificazione del fusto principale, quest'ultimo spesso poco ramificato. L'habitat tipico è quello montano delle regioni tropicali. Il calde 4 è “gruppo fratello” degli altri quattro cladi rimanenti.
- clade 5: anche questo quinto clade (fortemente sostenuto) comprende diverse specie di Lobelia-5 intercalate da altri generi (Diastatea, Solenopsis, Downingia e Hippobroma). Le specie di Lobelia di questo clade (in tutto 22 specie che potrebbero rappresentare il genere Lobelia s.s.) sono presenti soprattutto nell'America del Nord e sono caratterizzate dall'avere infiorescenze simili a racemi spigosi e semi rugosi. Il genere Downingia appare monofiletico.
- clade 6: si tratta di un piccolo gruppo composto da tre specie di Lobelia-6 (Lobelia polyphylla, Lobelia tupa e Lobelia excelsa) caratterizzato dal portamento subarbustivo piuttosto robusto con distribuzione limitata alle Ande del Cile.
- clade 7: altro clade fortemente sostenuto formato da diverse specie di Lobelia-7 con la specie Isotoma fluviatilis. La distribuzione è australasiana.
- clade 8: questo calde (sostenuto fortemente) comprende specie neotropicali dei generi Lysipomia, Siphocampylus, Centropogon e Burmeistera. All'interno di questo calde è annidato un subclade fortemente sostenuto con i generi Siphocampylus, Centropogon e Burmeistera formato da specie arbustive o lianose su habitat montani dell'America centrale e meridionale. Questo subclade ha come “gruppo fratello” il genere Lysipomia (fortemente monofiletico); un genere di erbe perenni nane degli altopiani andini.

Il cladogramma sopra tratto dallo studio citato e semplificato dimostra l'attuale stato di conoscenza della struttura filogenetica della sottofamiglia.

### Composizione della sottofamiglia
La sottofamiglia è formata da 28 generi e 1262 specie:
| Nome scientifico - Autore                        | Numero specie                                             | Distribuzione                            |
| ------------------------------------------------ | --------------------------------------------------------- | ---------------------------------------- |
| Brighamia A. Gray, 1867                          | 2 spp.                                                    | Isole Hawaii                             |
| Burmeistera Triana, 1855                         | 123 spp.                                                  | America centrale                         |
| Centropogon C. Presl, 1836                       | 213 spp.                                                  | Antille e America centrale e meridionale |
| Clermontia Gaudich., 1829                        | 22 spp.                                                   | Isole Hawaii                             |
| Cyanea Gaudich., 1828                            | 80 spp.                                                   | Isole Hawaii                             |
| Delissea Gaudich., 1826                          | 15 spp.                                                   | Isole Hawaii                             |
| Dialypetalum Benth., 1876                        | 5 spp.                                                    | Madagascar                               |
| Diastatea Scheidw.,1841                          | 6 spp.                                                    | America centrale e meridionale           |
| Dielsantha E. Wimm., 1948                        | 1 sp. (Dielsantha galeopsoides (Engl. & Diels.) E. Wimm.) | Africa occidentale                       |
| Downingia Torr., 1857                            | 13 spp.                                                   | Nord America occidentale                 |
| Grammatotheca C. Presl, 1836                     | 1 sp. (Grammatotheca bergiana (Cham.) C. Presl)           | Sudafrica e Australia                    |
| Heterotoma Zucc., 1832                           | 1 sp. (Heterotoma lobelioides Zucc.)                      | America centrale                         |
| Hippobroma G. Don, 1834                          | 1 sp. (Hippobroma longiflora (L.) G. Don)                 | Indie occidentali (tropicale)            |
| Howellia A. Gray, 1879                           | 1 sp. (Howellia aquatilis A. Gray)                        | Nord America occidentale                 |
| Isotoma (R. Br.) Lindl., 1826                    | 10 spp.                                                   | Australia e Nuova Zelanda                |
| Legenere McVaugh, 1943                           | 1 sp. (Legenere valdiviana (Phil.) E. Wimm.)              | America nord e sud                       |
| Lobelia L. 1753                                  | 439 spp.                                                  | Cosmopolita                              |
| Lysipomia Kunth, 1819                            | 32 spp.                                                   | Ande                                     |
| Monopsis Salisb., 1817                           | 15 spp.                                                   | Africa                                   |
| Palmerella A. Gray, 1876                         | 1 sp. (Palmerella debilis A. Gray)                        | Nord America occidentale                 |
| Porterella Torr., 1872                           | 1 sp. (Porterella carnosula (Hook. & Arn.) Torr.)         | Nord America occidentale                 |
| Ruthiella Steenis, 1965                          | 4 spp.                                                    | Nuova Guinea                             |
| Sclerotheca A. DC., 1839                         | 10 spp.                                                   | Polinesia                                |
| Siphocampylus Pohl, 1831                         | 238 spp.                                                  | America centrale e meridionale           |
| Solenopsis C. Presl, 1836                        | 8 spp.                                                    | Mediterraneo                             |
| Trematolobelia Zahlbr., 1913                     | 8 spp.                                                    | Isole Hawaii                             |
| Unigenes E. Wimm., 1948                          | 1 sp. (Unigenes humifusa (A. DC.) E. Wimm.)               | Sudafrica                                |
| Wimmerella L. Serra, M.B. Crespo & Lammers, 1999 | 10 spp.                                                   | Sudafrica                                |

Note: i generi Calcaratolobelia Wilbur, Hypsela C.Presl, Pratia Gaudich. e Trimeris C.Presl descritti in passato all'interno della sottofamiglia, ora sono considerati dei sinonimi di Lobelia. Il genere Apetahia, in passato incluso in questa sottofamiglia, attualmente è sinonimo di Sclerotheca.

### Chiave analitica
Per meglio comprendere ed individuare i vari generi della sottofamiglia l'elenco seguente utilizza il sistema delle chiavi analitiche (vengono cioè indicate solamente quelle caratteristiche utili a distingue un genere dall'altro):
Tutti i generi hanno in comune le seguenti caratteristiche: i sepali del calice sono dispari e in posizione anteriore prima della resupinazione del fiore (all'antesi i fiori sono resupinati), dopo sono disposti in posizione dorsale; le antere sono connate (3 dorsali lunghe e 2 ventrali corte); i loculi e gli stigmi del gineceo sono 2.
- Gruppo 1A: la corolla è attinomorfa; i petali sono liberi (quasi fino alla base);

- Dialypetalum

- Gruppo 1B: la corolla è zigomorfa (talvolta solo leggermente); i petali sono connati e formano un tubo;

- Gruppo 2A: il portamento di queste piante è composto da robuste erbe perenni, arbusti, alberi e liane; i fusti sono legnosi o suffruticosi almeno alla base, e sono alti fino a 8 metri; le corolle sono lunghe da 3 a 15 cm; tutti i lobi sono più o meno simili in forma o dimensioni oppure i lobi dorsali sono più grandi di quelli ventrali;

- Gruppo 3A: le infiorescenze sono dei racemi ascellari (raramente sono subcorimbosi);

- Gruppo 4A: la corolla è a forma di vassoio; i frutti sono delle capsule con deiscenza apicale;

- Brighamia

- Gruppo 4B: la corolla ha delle forme bilabiate o unilabiate; i frutti sono delle bacche;

- Gruppo 5A: il portamento di queste piante è formato da arbusti con molti rami oppure da alberi; le infiorescenze sono composte tipicamente da 2 fiori; il frutto è simile a grandi "frutti di bosco";

- Clermontia

- Gruppo 5B:  il portamento di queste piante è formato da arbusti con pochi rami o alberi (raramente è lianoso); le infiorescenze sono composte da 6 - 40 fiori; il frutto è simile a piccoli "frutti di bosco";

- Delissea: la corolla è formata da un nodo con una fessura dorsale alla base; i semi sono larghi, colorati di bianco e trasversalmente rugosi.
- Cyanea: la corolla è piatta con una fessura dorsale alla base; i semi sono piccoli, colorati di marrone o nero e lisci.

- Gruppo 3B: le infiorescenze sono dei racemi terminali (qualche volta sono di tipo corimboso) oppure sono formate da fiori solitari all'ascella di alcune foglie;

- Gruppo 6A: la corolla è a forma di vassoio;

- Hippobroma

- Gruppo 6B: la corolla ha una forma tubulare oppure bilabiata oppure a un solo labbro;

- Gruppo 7A: l'ipanzio e la corolla sono dilatati ventralmente in un ampio e largo sperone nettarifero;

- Heterotoma

- Gruppo 7B: i fiori sono privi di uno sperone nettarifero, al massimo l'ipanzio e la corolla ventralmente sono leggermente obliqui o biconvessi;

- Gruppo 8A: l'ovario è uniloculare; la placentazione e parietale;

- Apetahia (sinonimo di Sclerotheca)

- Gruppo 8B: l'ovario è biloculare; la placentazione e assile;

- Gruppo 9A: la deiscenza del frutto è tramite pori;

- Sclerotheca: i pori di deiscenza dei frutti sono 2 in posizione apicale; i fiori sono solitari e si trovano all'ascella delle foglie.
- Trematolobelia: i pori di deiscenza dei frutti sono 3 - 12 in posizione laterale; i fiori sono raccolti in racemi posti su rami orizzontali.

- Gruppo 9B: le capsule sono deiscenti tramite valve apicali, oppure non sono deiscenti;

- Gruppo 10A: il tubo della corolla è fessurato dorsalmente alla base;

- Lobelia (subg. Tupa).

- Gruppo 10B: il tubo della corolla è intero;

- Gruppo 11A: la sommità dell'ovario è conica; il frutto è una capsula;

- Siphocampylus.

- Gruppo 11B: la sommità dell'ovario è piatta; il frutto è una bacca;

- Centropogon: l'apice del tubo dell'antera è chiuso; i pedicelli normalmente sono sottesi da due bratteole; la corolla, la colonna staminale e lo stilo sono decidui prima dello sviluppo del frutto; la forma dei semi è oblunga o lineare con reticolazione più o meno elongata.
- Burmeistera: l'apice del tubo dell'antera è ampiamente aperto; i pedicelli normalmente sono privi di bratteole; la corolla, la colonna staminale e lo stilo sono persistenti allo sviluppo del frutto; la forma dei semi è ellissoide o lenticolare con reticolazione più o meno isodiametrica.

- Gruppo 2B:  il portamento di queste piante è formato da snelle erbacee sia annuali che bienni che perenni; i fusti sono completamente erbacei e sono alti al massimo 1 metro; la corolla è lunga da 0,2 a 2,5 cm; i lobi dorsali sono tipicamente più brevi di quelli ventrali (raramente sono più o meno simili);

- Gruppo 12A: i fiori sono sessili e resupinati tramite la torsione dell'ipanzio (raramente non sono resupinati); l'ipanzio ha una forma simile al pedicello, ed è da 5 a 10 volte più lungo che largo;

- Gruppo 13A: il tubo della corolla è intero; le antere ventrali sono provviste di un ciuffo di peli;

- Downingia.

- Gruppo 13B: il tubo della corolla ha una fessura a circa 2/3 dalla base; tutte 5 le antere sono provviste di un ciuffo di peli;

- Grammatotheca: le foglie sono sessili; i fiori sono solitari all'ascella delle foglie; gli stigmi sono arrotondati.
- Dielsantha: le foglie sono picciolate; i fiori sono raccolti in fascetti ascellari; gli stigmi sono filiformi.

- Gruppo 12B: i fiori sono pedicellati (raramente sono subsessili) e sono resupinati tramite la torsione del pedicello (raramente non sono resupinati); l'ipanzio ha una forma simile ad una coppa ed è più corto che largo oppure fino a 4 volte più lungo che largo;

- Gruppo 14A: l'ovario è uniloculare con placentazione parietale o basale;

- Gruppo 15A: il tubo della corolla è intero (molto raramente è fessurato dorsalmente dalla base); i filamenti sono adnati al tubo della corolla, almeno alla base; le capsule sono deiscenti tramite un opercolo;

- Lysipomia.

- Gruppo 15B: il tubo della corolla ha una fessura dorsale dalla base; i filamenti sono liberi dalla corolla; la capsula è deiscente tramite una valva apicale e/o delle laterali rotture irregolari;

- Gruppo 16A: le piante hanno un portamento terrestre; le foglie sono picciolate; l'ipanzio è poco profondo; l'ovario è quasi supero; la placentazione è basale; il frutto ha un solo seme.

- Unigenes.

- Gruppo 16B: le piante hanno un portamento acquatico (sommerse o emerse); le foglie sono sessili; l'ipanzio è da 4 a 8 volte più lungo che largo; l'ovario è infero; la placentazione è parietale; il frutto ha da 3 a 20 semi;

- Legenere: normalmente le piante sono emerse; il frutto ha da 18 a 20 semi, lunghi da 1 a 1,8 mm.
- Howellia: le piante sono subemerse; il frutto ha da 3 a 5 semi, lunghi da 2 a 4 mm.

- Gruppo 14B: l'ovario è bi-loculare con placentazione assile;

- Gruppo 17A: il tubo della corolla ha una fessura dorsale dalla base fino quasi all'apice;

- Gruppo 18A: i fiori non sono resupinati (raramente lo sono); gli stigmi sono filiformi;

- Monopsis.

- Gruppo 18B: i fiori sono resupinati; gli stigmi hanno delle forme arrotondate;

- Lobelia (subg. Lobelia e subg. Isolobus): i pedicelli non sono sottesi da foglie o brattee; il lobi dorsali della corolla sono più corti di quelli ventrali o al massimo sono circa uguali.
- Ruthiella: i pedicelli sono da adnati a sottesi da foglie; i fiori sono epifilli (l'asse ascellare fiorifero è aderente alla foglia ascellante); il lobi dorsali della corolla sono più lunghi di 1,5 - 5 volte di quelli ventrali.

- Gruppo 17B: il tubo della corolla è intero, oppure ha una fessura dorsale dalla base fino a metà distanza dall'apice;

- Gruppo 19A: i filamenti sono adnati al tubo della corolla;

- Gruppo 20A: l'ovario è supero per più di 4/5, ed è adnato all'ipanzio solamente alla base; le capsule sono deiscenti più o meno nel mezzo;

- Diastatea.

- Gruppo 20B: l'ovario è supero per meno di 1/3, ed è adnato per tutta la sua lunghezza o più; le capsule sono deiscenti solamente all'apice;

- Isotoma: il tubo della corolla è intero; tutti i filamenti sono adnati alla corolla.
- Palmerella:  il tubo della corolla è fessurato dorsalmente dalla base fino a metà distanza dall'apice; solamente i filamenti dorsali sono adnati alla corolla.

- Gruppo 19B: i filamenti sono liberi dal tubo della corolla;

- Gruppo 21A: gli steli hanno una consistenza carnosa; i lobi del calice sono lunghi 3 - 8 mm; tutte 5 le antere sono provviste di un ciuffo di peli apicali; le capsule sono lunghe 5 - 10 mm; i semi sono lunghi circa 1 mm;

- Portorella.

- Gruppo 21B: gli steli hanno una consistenza erbacea; i lobi del calice sono lunghi 1 - 4 mm; solo le 2 antere ventrali sono provviste di un ciuffo di peli apicali; le capsule sono lunghe 1 - 6 mm; i semi sono lunghi da 0,3 a 0,5 mm;

- Solenopsis: gli steli hanno un portamento eretto; i fiori sono solitari sia ascellari che terminali; i pedicelli possiedono 1 - 3 bratteole a metà lunghezza; i filamenti sono lunghi 1,5 - 2,5 mm; le capsule sono lunghe da 1 a 3 mm; la forma dei semi è ellissoide solcati da pareti carenate.
- Wimmerella: gli steli hanno un portamento decombente; i fiori sono solitari e ascellari, se gli steli sono eretti allora le infiorescenze sono dei racemi terminali con 5 - 15 fiori; i pedicelli possiedono 2 bratteole alla base; i filamenti sono lunghi 2 - 6 mm; le capsule sono lunghe da 2,5 a 6 mm; la forma dei semi è subglobosa solcati solamente da pareti piatte.

### Specie italiane
In Italia sono presenti solamente tre specie di questa sottofamiglia:
- Lobelia laxiflora Kunth, 1819: la presenza di questa pianta sul territorio italiano è considerata "esotica naturalizzata".
- Solenopsis bivonae (Tineo) M. B. Crespo & al., 1998 - Laurenzia di Bivona: si trova in Calabria, Sicilia e Sardegna. Nella Flora d'Italia di (Sandro Pignatti questa pianta è chiamata Laurentia bivonae (Tineo) Pign.)
- Solenopsis laurentia (L.) C. Presl., 1836 - Laurenzia di Gasparrini: si trova prevalentemente al Sud. Nella Flora d'Italia di (Sandro Pignatti questa pianta è chiamata Laurentia gasparrinii (Tineo) Strobl)

### Sinonimi
L'entità di questa voce ha avuto nel tempo diverse nomenclature. L'elenco seguente indica alcuni tra i sinonimi più frequenti:
- Dortmannaceae Ruprecht
- Lobeliaceae Jussieu (A questa sottofamiglia fu formalmente assegnato un livello di famiglia come Lobeliaceae, con alcune limitazioni.)

## Alcune specie

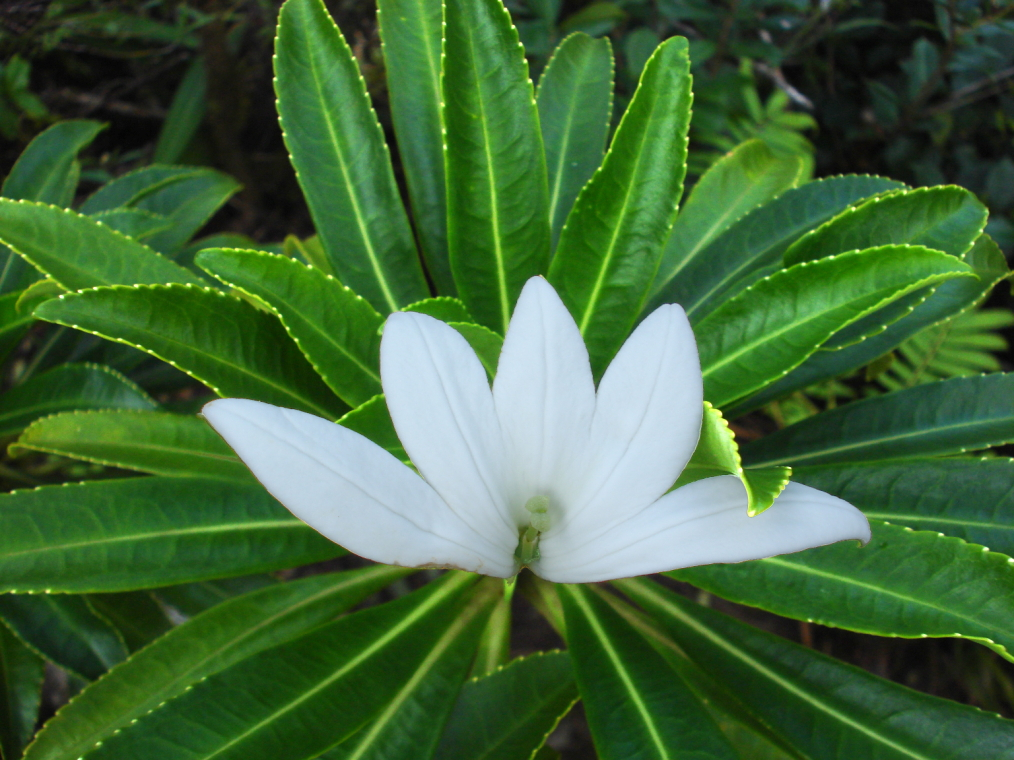
Apetahia raiateensis
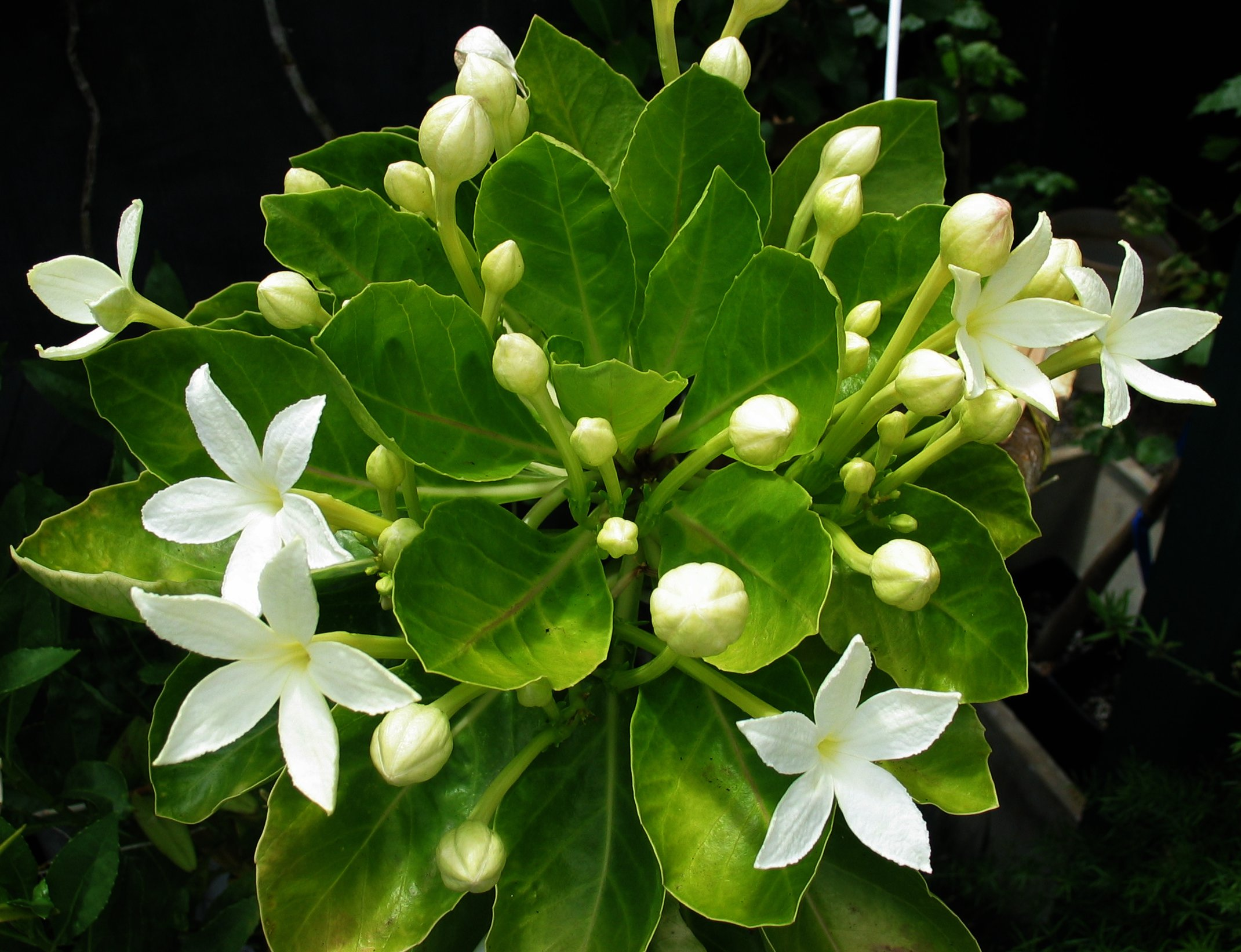
Brighamia rockii
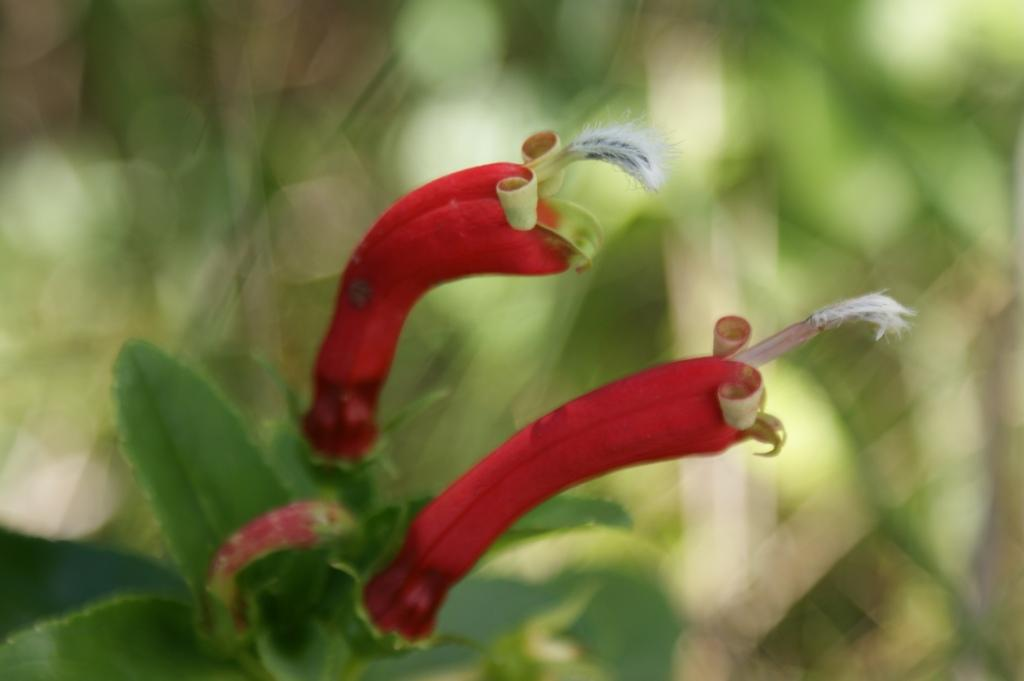
Centropogon cornutus
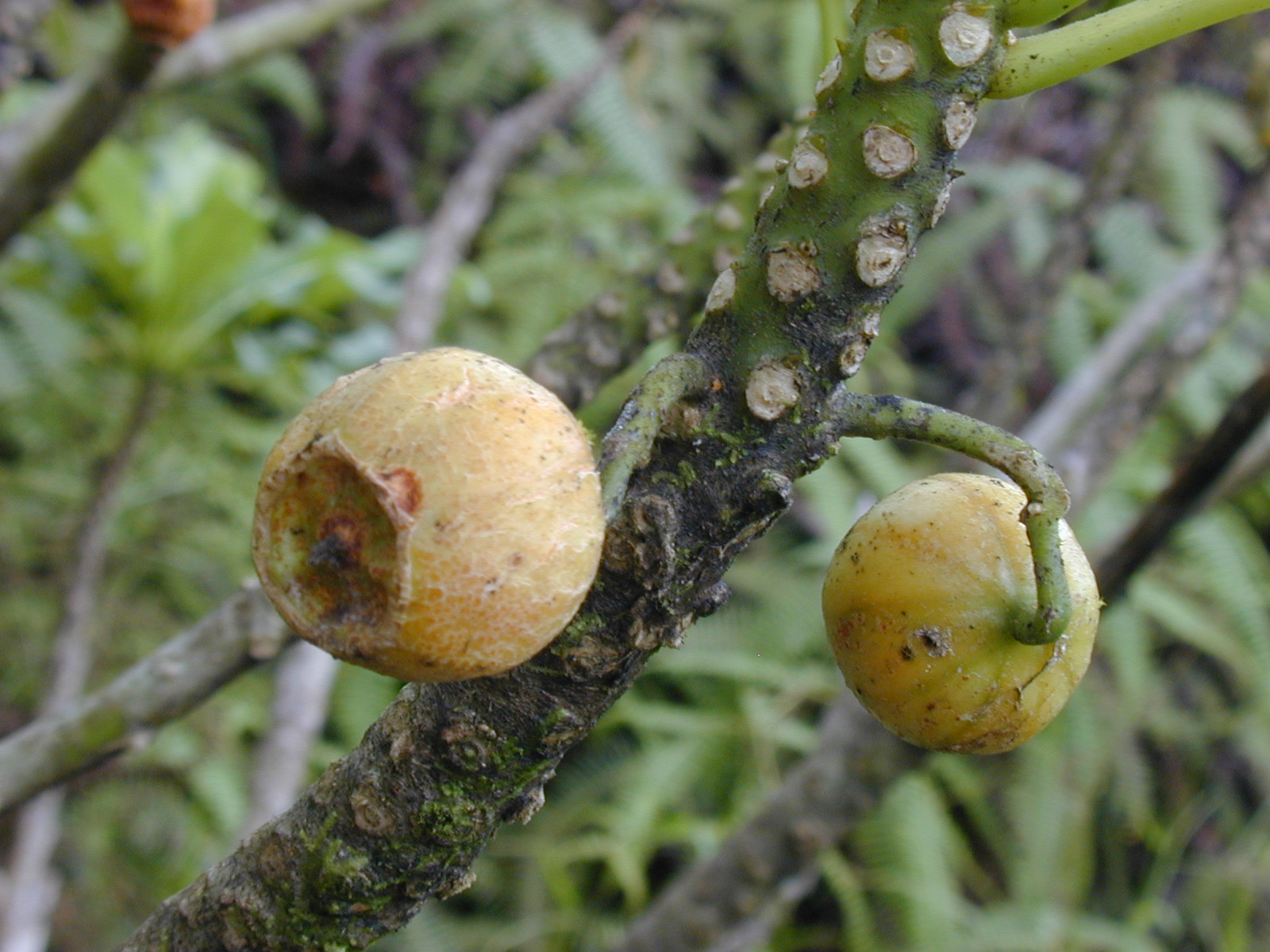
Clermontia kakeana
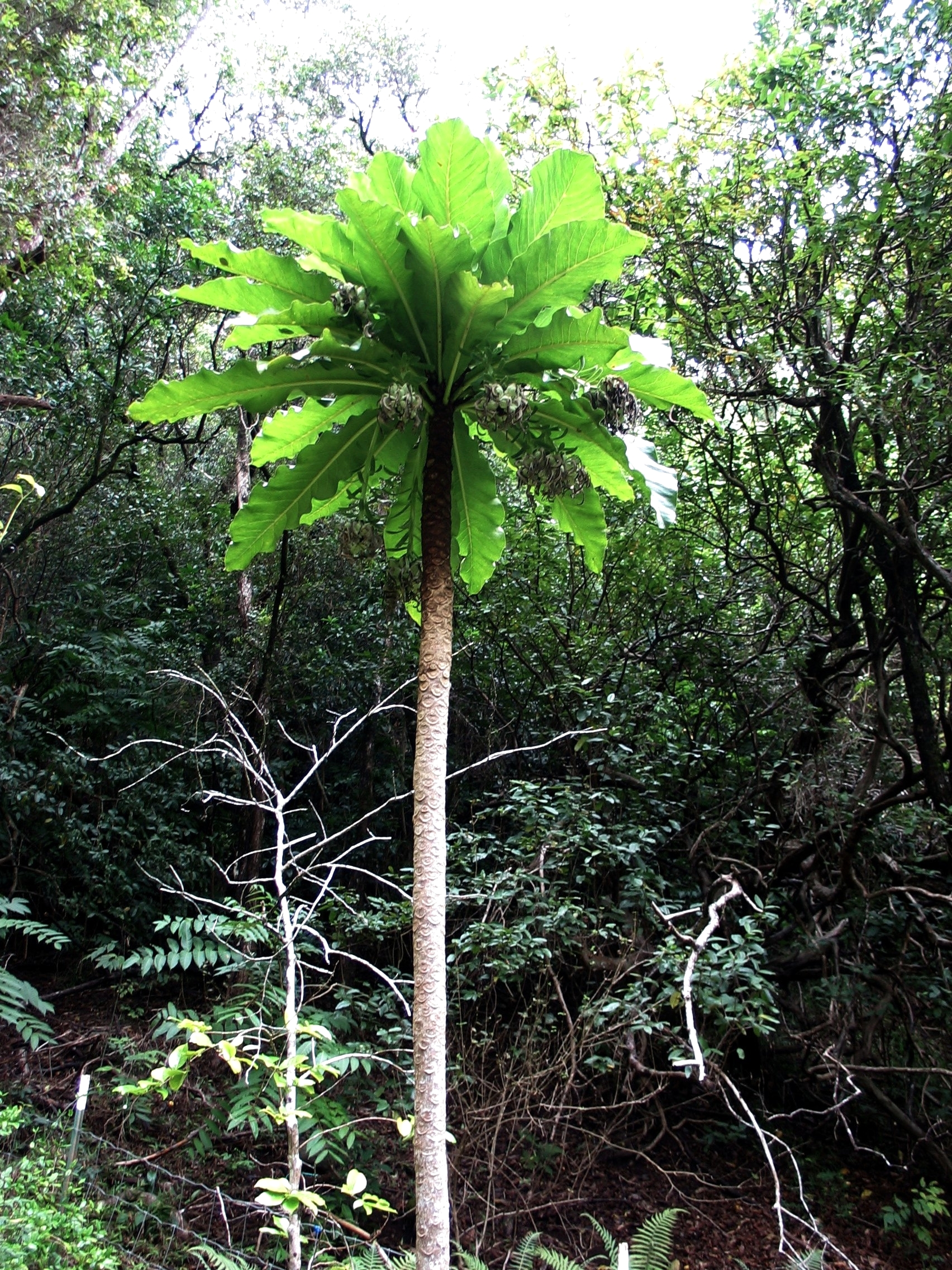
Cyanea superba
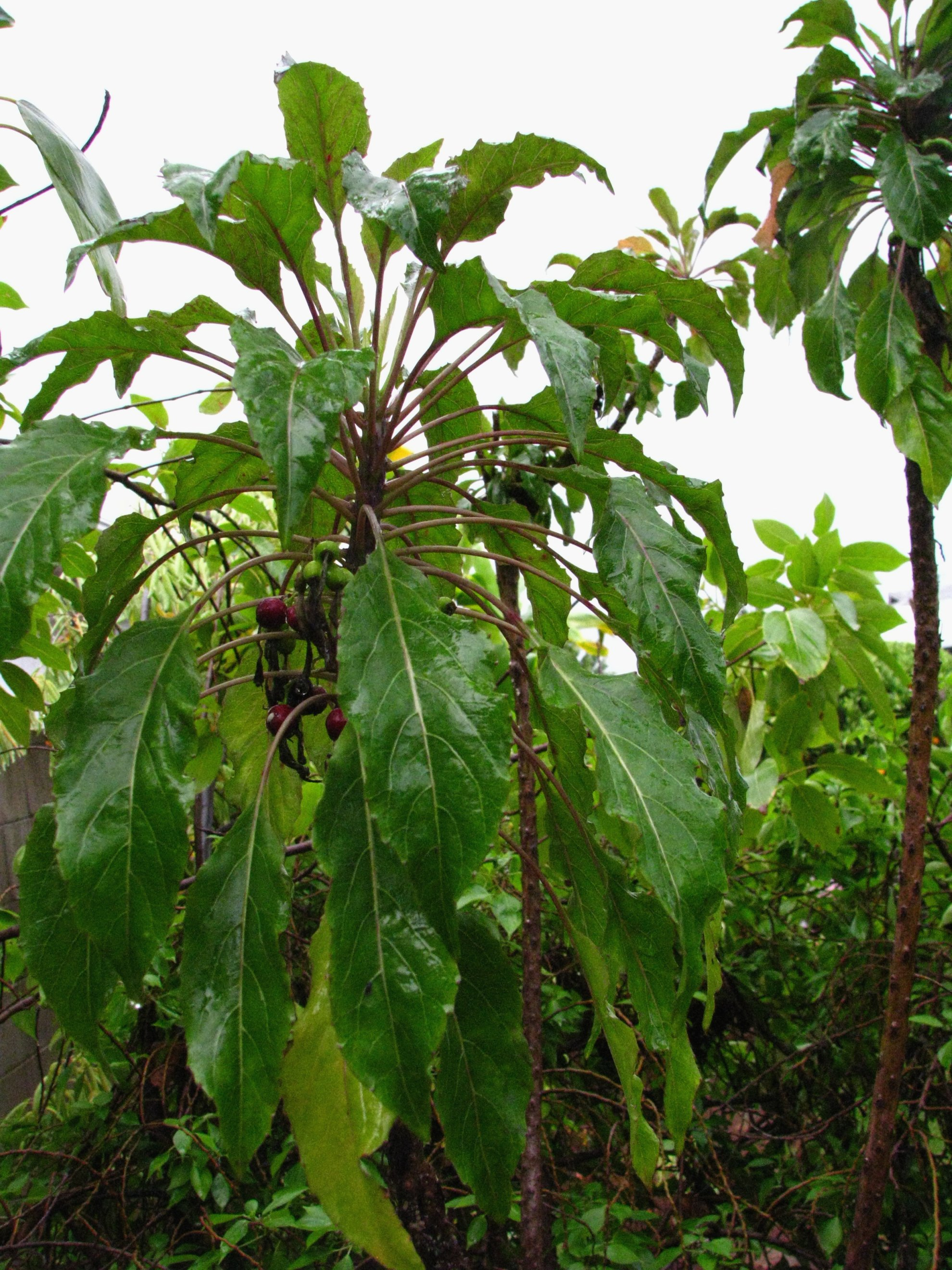
Delissea kauaiensis
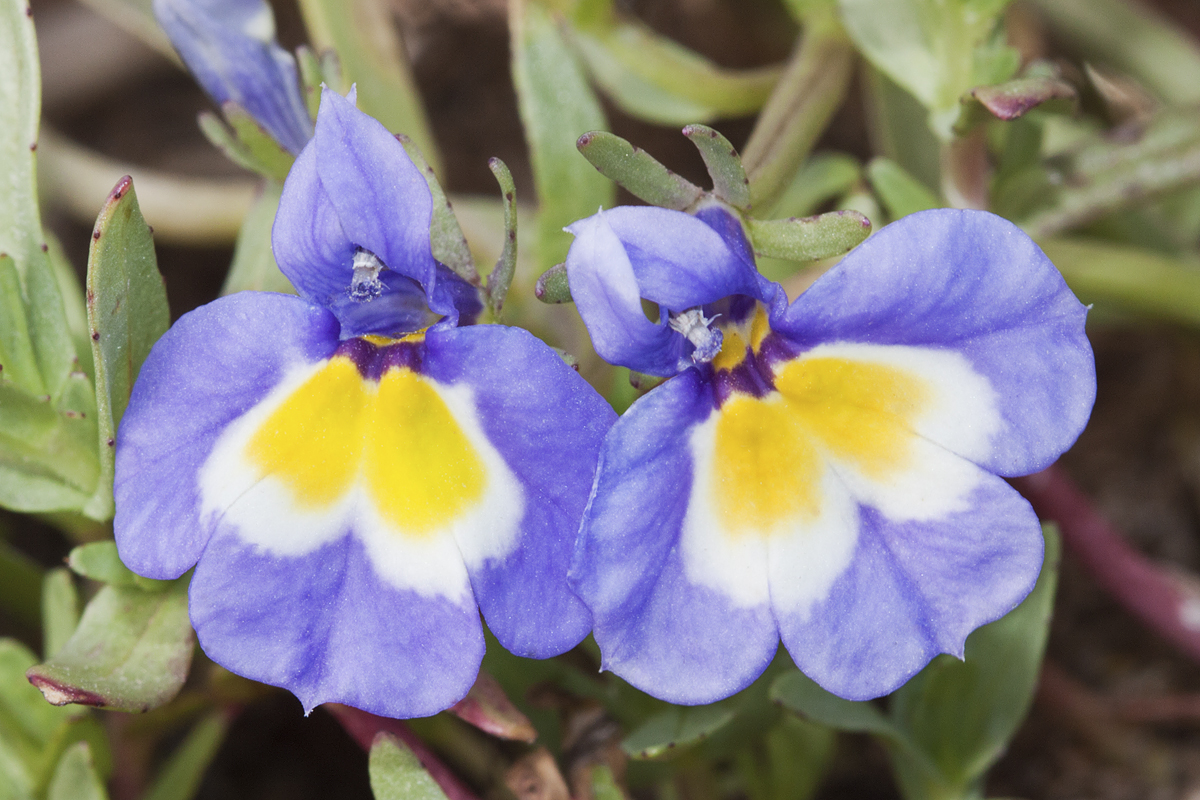
Downingia bella
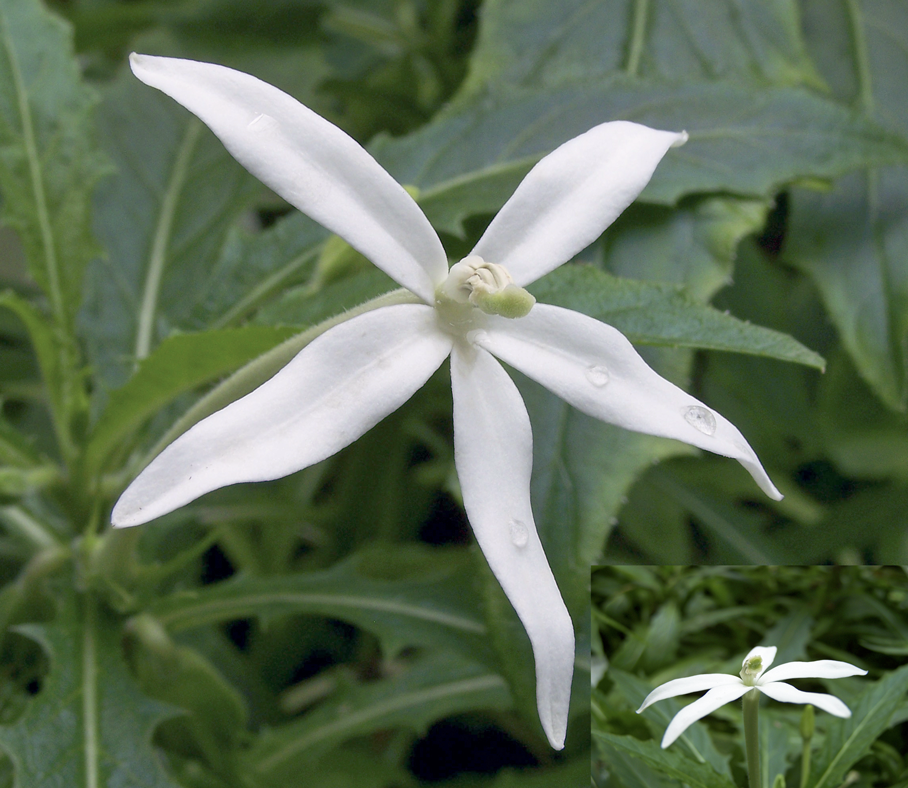
Hippobroma longiflora
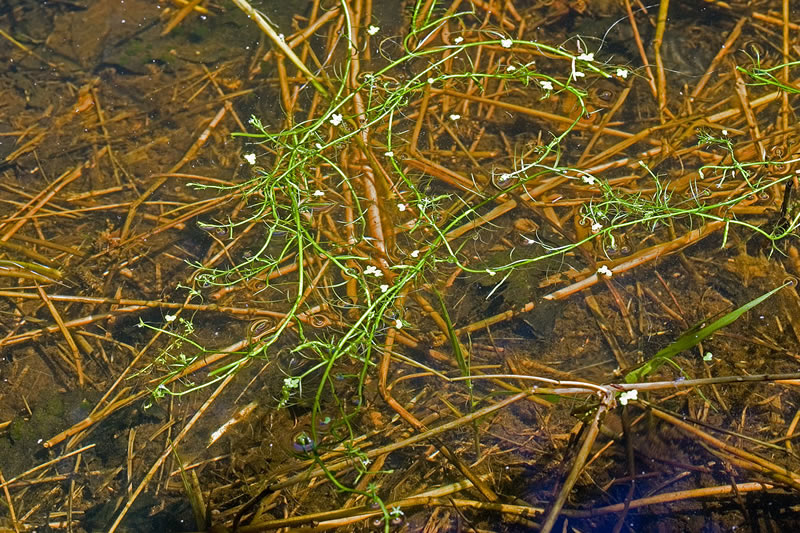
Howellia aquatilis
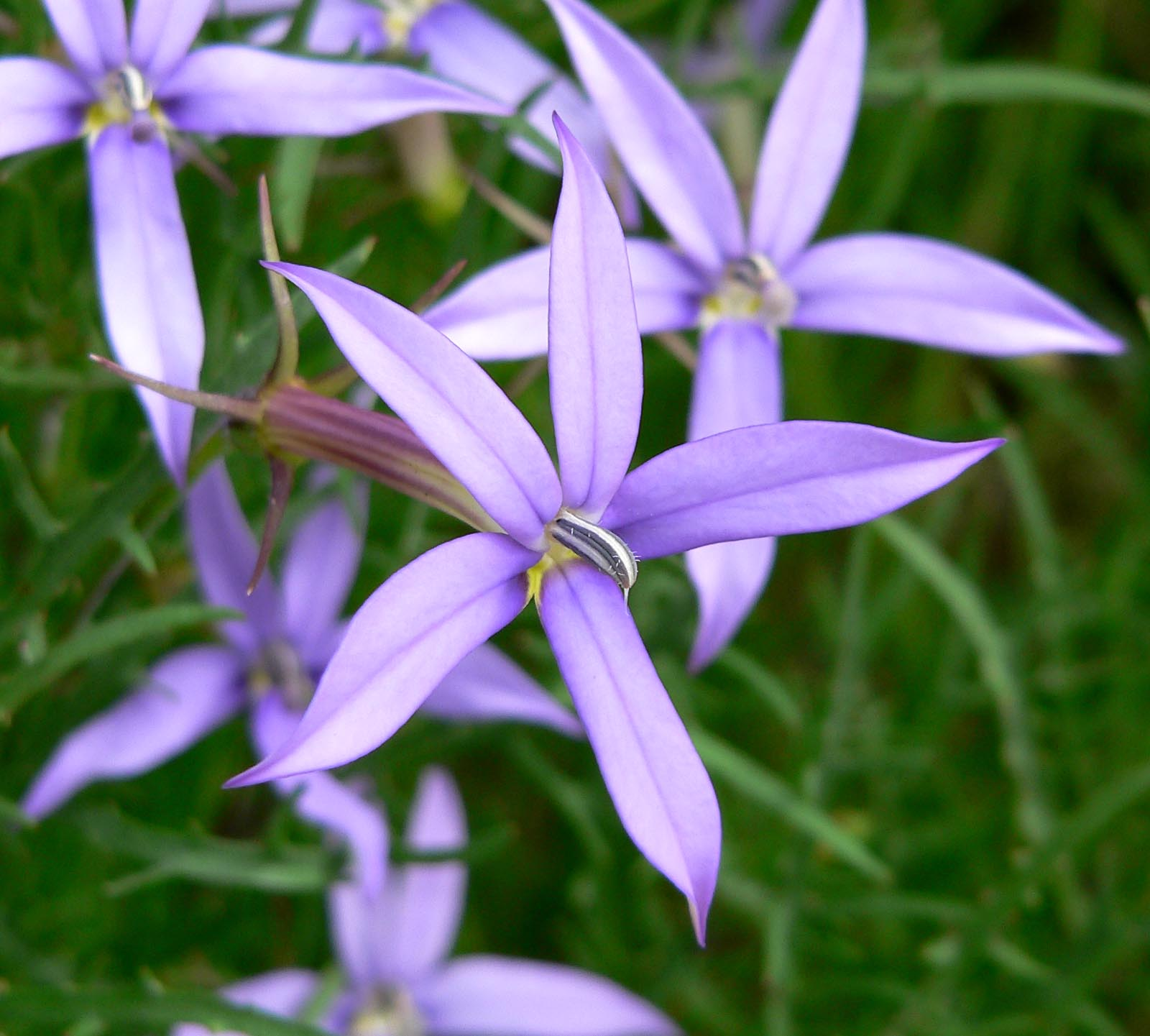
Isotoma axillaris
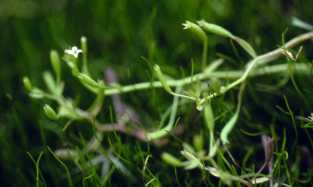
Legenere valdiviana
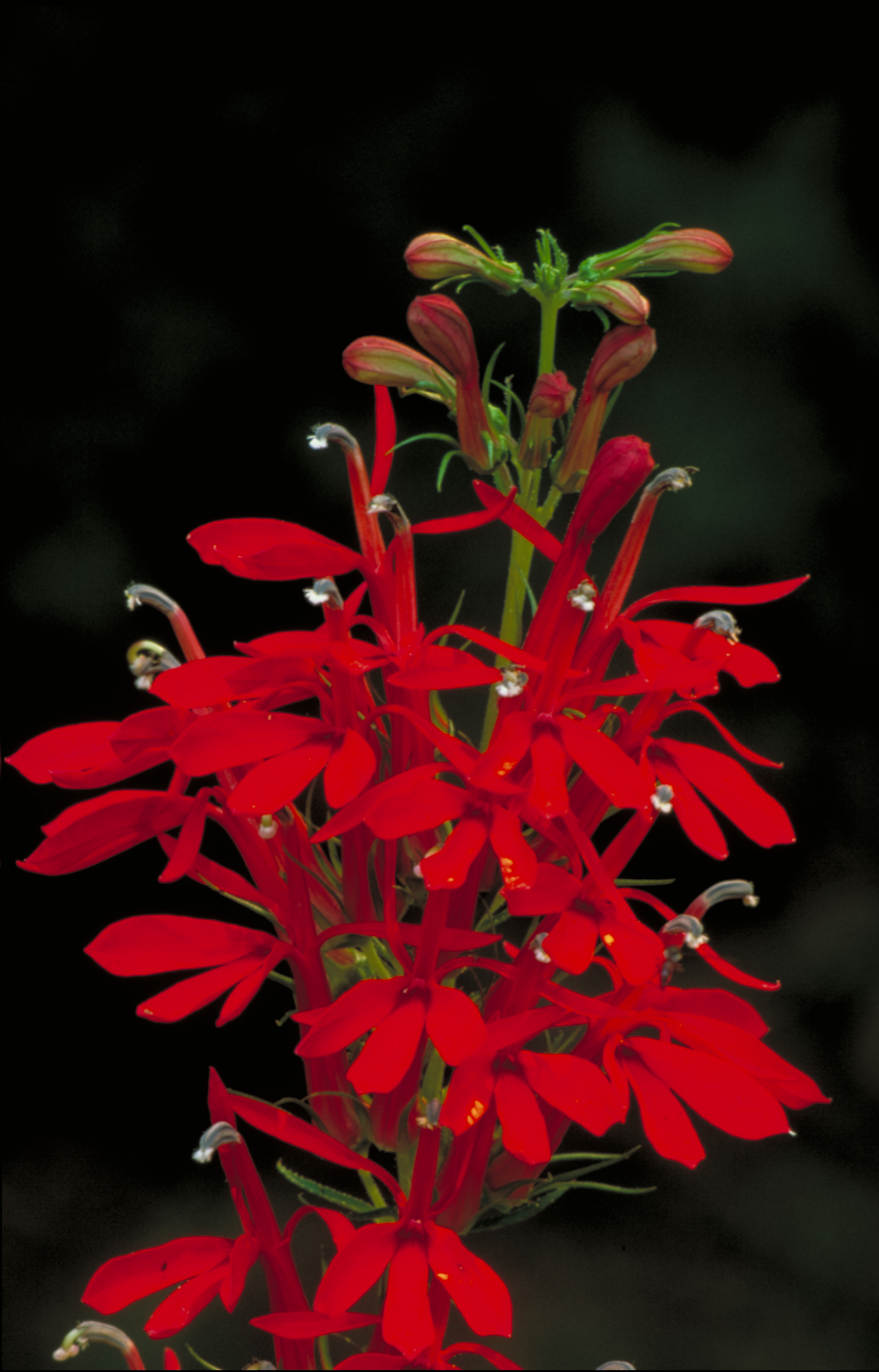
Lobelia cardinalis
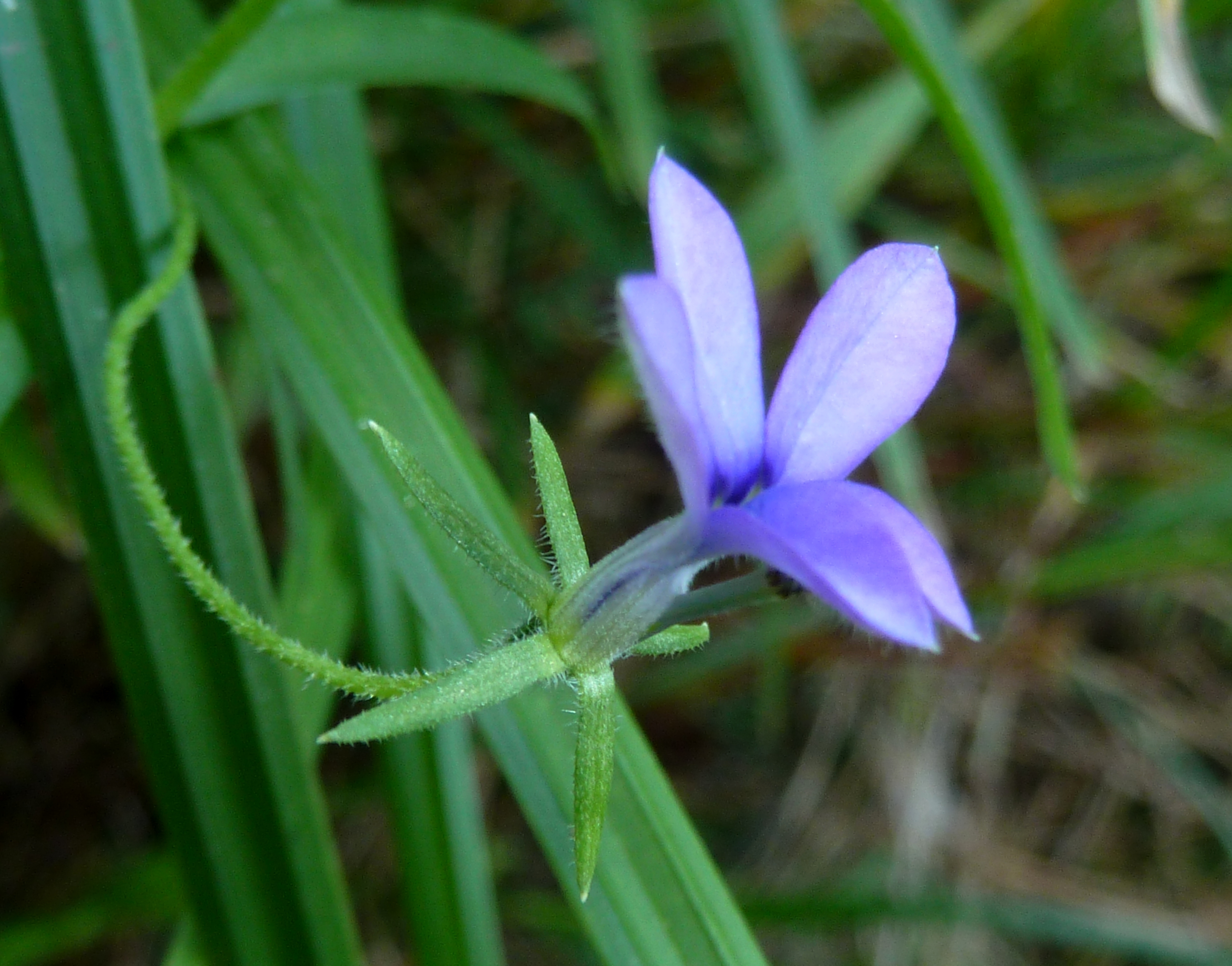
Monopsis stellarioides
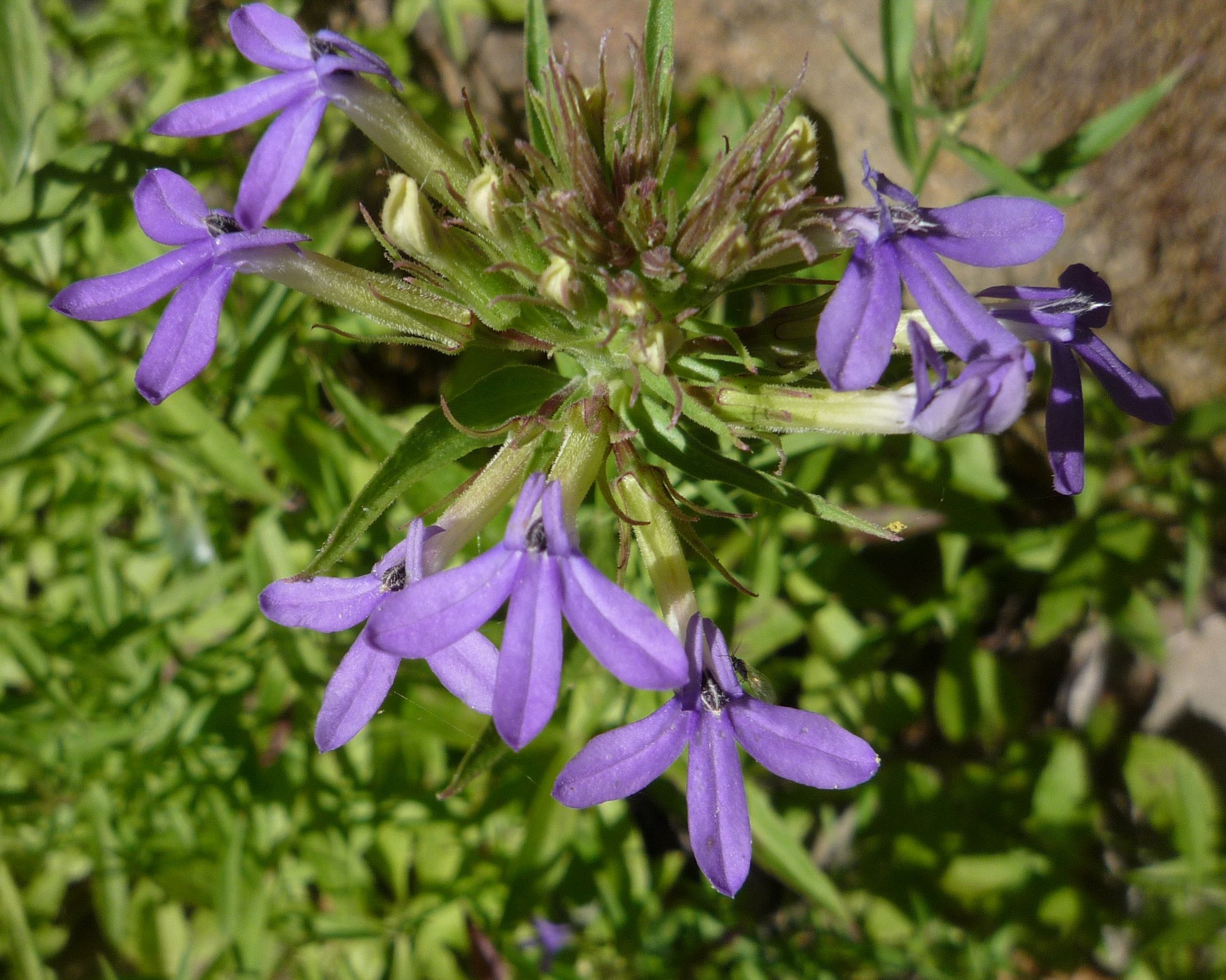
Palmerella debilis
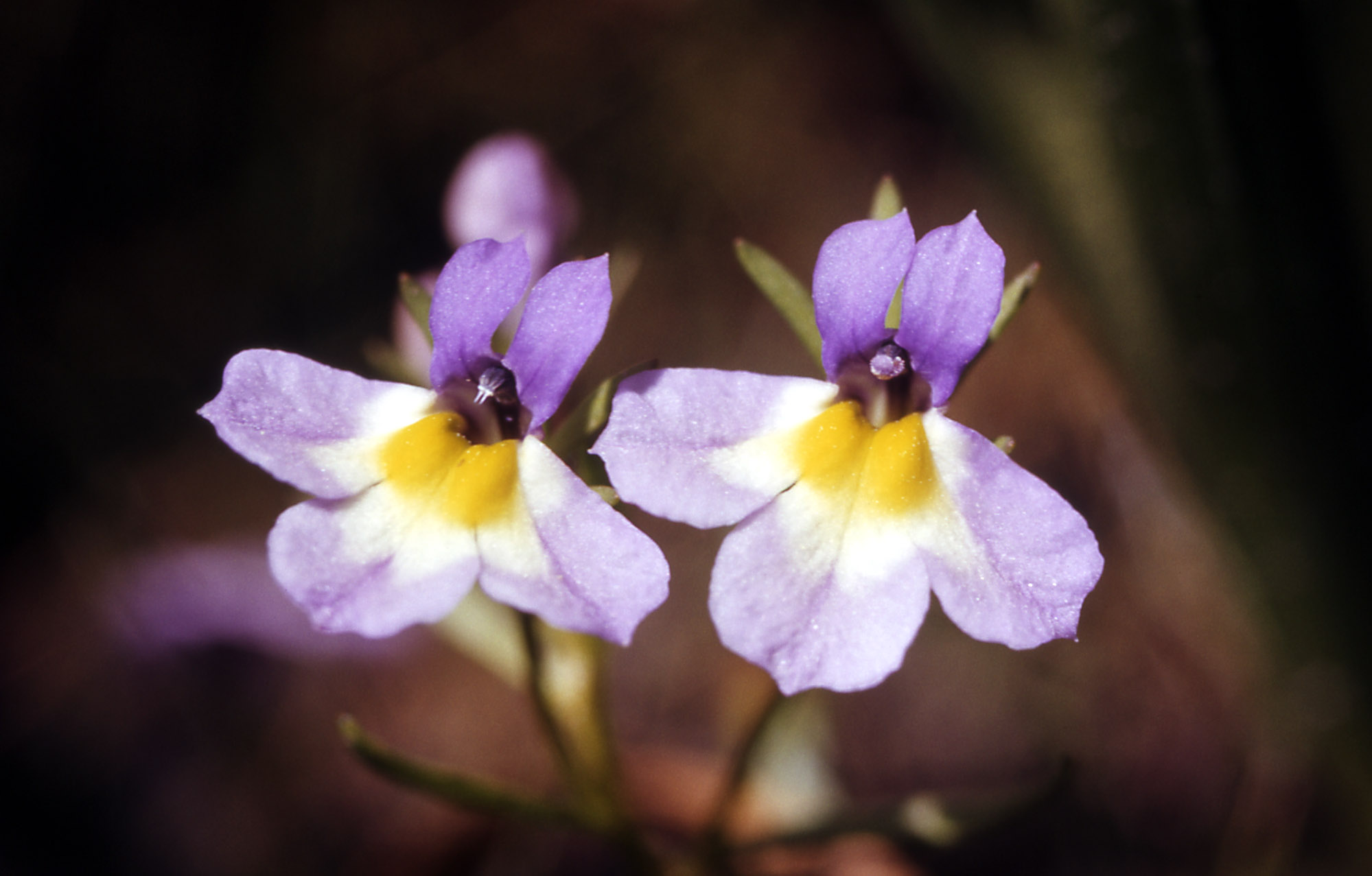
Porterella carnosula
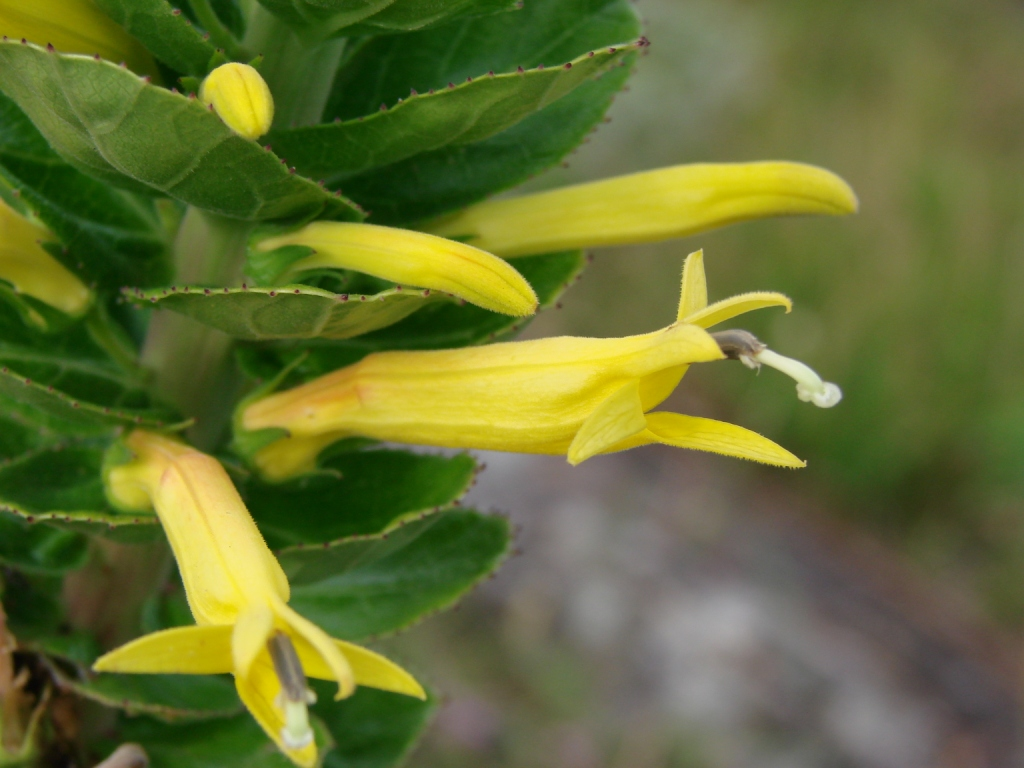
Siphocampylus imbricatus
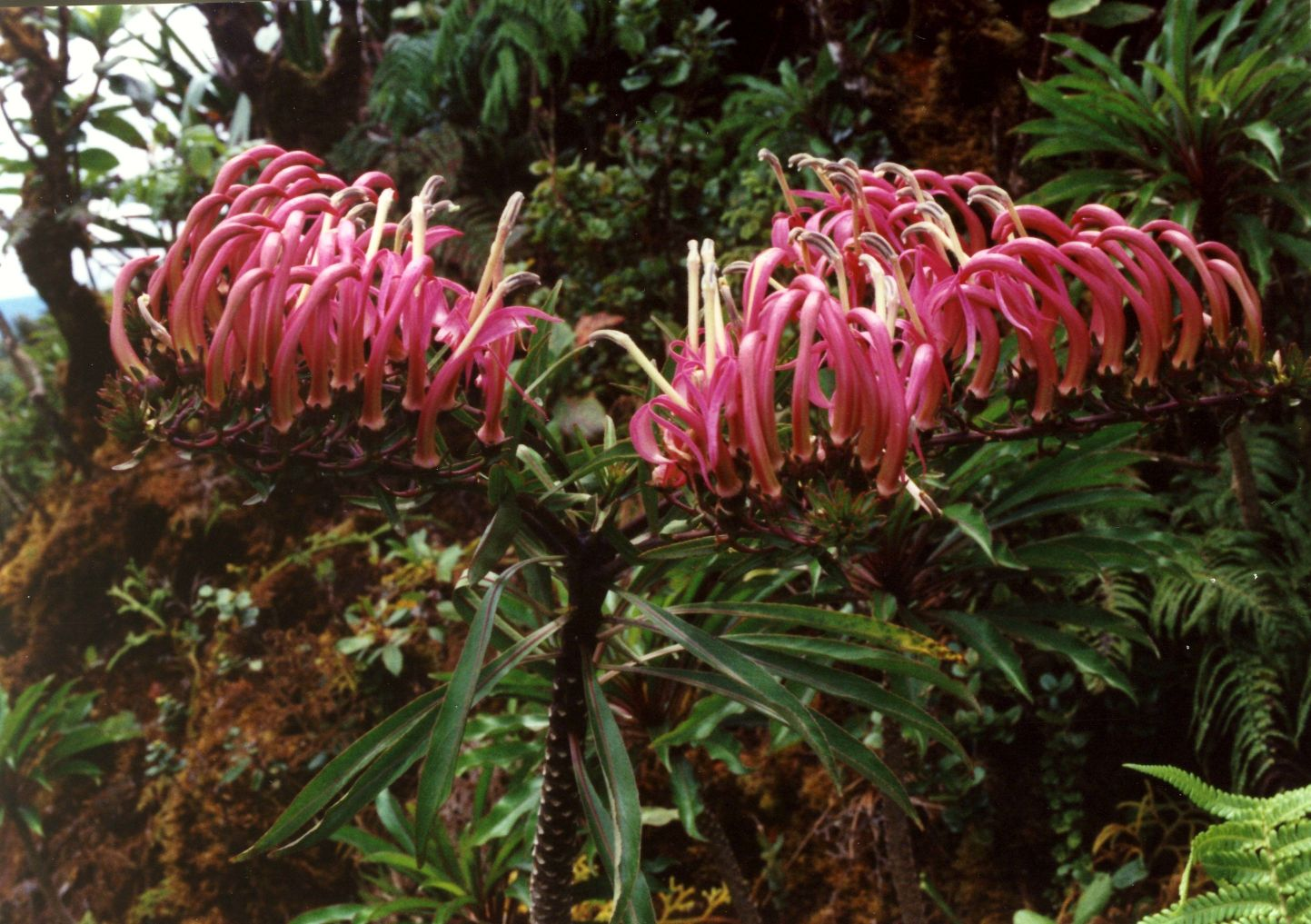
Trematolobelia macrostachys